# Anole
Anole, il cui vero nome è Victor Borkowski, è un personaggio immaginario dei fumetti Marvel Comics, creato da Nunzio DeFilippis e Christina Weir (testi), Randall Green (disegni). È un giovane mutante di sedici-diciassette anni, che è stato studente all'istituto Xavier; ha fatto la sua prima apparizione in The New Mutants (vol. 2) n. 2 (agosto 2004).

## Biografia del personaggio
Inizialmente Anole è stato a capo dello Squadrone Alfa (uno dei gruppi in cui era stato suddiviso il corpo studentesco) ed aveva instaurato un ottimo rapporto con il suo tutor, Northstar, in quanto entrambi omosessuali. Victor è rimasto però in seguito scioccato dall'uccisione di Northstar da parte di un Wolverine mentalmente controllato da nemici, ed è rimasto ancor più sconvolto nel ritrovare il suo ex professore risorto ed anche lui mentalmente controllato per combattere contro gli X-Men.
Dopo gli eventi di Decimation, Anole è stato uno dei ventisette studenti che hanno mantenuto i propri poteri, ma non è stato inizialmente scelto nel nuovo team dei New X-Men, però tra i personaggi di contorno è stato quello che ha avuto più spazio, comparendo spesso nella serie dei fumetti in ruoli di supporto agli altri personaggi.
Dopo la mini-saga Alla ricerca di Magik in cui ha dimostrato le sue abilità, sia come mutante che come leader, Anole è diventato membro ufficiale, assieme a Pixie, della squadra dei New X-Men.
In seguito Anole viene reclutato come membro del gruppo degli Young X-Men e suoi cameo appaiono in numerosi altri fumetti riguardanti gli x-men.

### Regenesis
Dopo Regenesis si unirà a Wolverine e alla sua scuola, dove si diplomerá e diventerà presidente delle industrie Worthington.

## Poteri e abilità
La mutazione di Anole gli conferisce delle caratteristiche fisiologiche tipiche del mondo dei rettili: la sua pelle è di colore verde ed è squamosa; la sua testa è ricoperta da una specie di carapace spinoso; ha una lingua molto lunga, estensibile, retrattile, prensile e appiccicosa, che sa manovrare con grande abilità, quasi fosse un quinto arto. Inoltre questo tipo di mutazione gli garantisce sensi (udito, vista, tatto, odorato) estremamente sviluppati; la sua mutazione poi gli garantisce inoltre agilità, forza, riflessi, coordinamento e resistenza sovrumani; capacità di aderire e di arrampicarsi sulle superfici verticali come un geco; capacità di mimetizzarsi completamente nell'ambiente come un camaleonte, risultando praticamente invisibile; un fattore rigenerante che gli permette di far ricrescere gli arti amputati, i quali risultano dotati di maggiore potenza, oltre che di spine cornee ed artigli. Bestia ha affermato che ogni qual volta Anole perde un arto, esso gli ricrescerà più forte e trasformato del precedente (quindi con rivestimenti cornei e spine), ma Victor ha affermato di essere ben intenzionato ad evitare altre simili trasformazioni.
Grazie ai suoi poteri ed al training ricevuto presso gli X-Men, Anole ha acquisito capacità di combattimento piuttosto notevoli. Come detto, pur così giovane, ha delle spiccate qualità di leader. Il suo braccio ricresciuto in seguito all'amputazione avvenuta nel Limbo, ha acquisito una forza sovrumana, che gli ha permesso di infrangere uno schermo magico che imprigionava la sua amica Pixie. In seguito è stato mostrato che la superforza di questo braccio, è stata più che sufficiente per distruggere da solo la corazza metallica di una Sentinella e quindi per mettere fuori combattimento il robot.

## Apparizioni del personaggio
- Astonishing X-Men n. 13, 18
- The New Mutants (vol. 2[1]) n. 2, 7-8, 10, 13
- New X-Men: Academy X n. 1, 4-5, 7, 10, 13-14, 16
- New X-Men: Academy X: Yearbook Special
- New X-Men (vol. 2) n. 20-21, 23, 29-30, 32, 34-35, 37-42
- X-Men (vol. 2) n. 165, n. 190, 192
- X-Men: The 198 Files